# Otto Kurbadt
Otto Kurbadt (* 1905 in Hannover; † im 20. oder 21. Jahrhundert) war ein deutscher Maler und Grafiker.

## Leben
Zur Zeit des Nationalsozialismus wurden zahlreiche Werke Kurbadts ausgestellt.
Ebenfalls ab den 1930er Jahren sowie in der Nachkriegszeit nahm Kurbadt an verschiedenen vom Kunstverein Hannover veranstalteten Frühjahrs- und Herbstausstellungen Niedersächsischer Künstler teil. Bekannt ist auch eine Einzelausstellung in der Turm-Galerie-Bonn im Jahr 1943 inklusive Ausstellungskatalog.
Kurbadts 1936 geschaffenes Aquarell mit einem Bild des Maschsees im Jahr seiner offiziellen Einweihung wurde knapp ein halbes Jahrhundert später in der vom Hannoverschen Künstlerverein im Historischen Museum Hannover veranstalteten Gemeinschaftsausstellung Hannover im Bild. Künstler des 20. Jahrhunderts sehen Hannover und Hannoveraner gezeigt.

## Auszeichnungen
1934 erhielt Otto Kurbadt den Günther-Wagner-Preis des Deutschen Künstlerbundes.

## Bekannte Werke (Auswahl)
- 1936: Maschsee, Blick vom Strandbad zum Nordufer, Aquarell 68,5 × 88,5 cm, im Besitz der Landeshauptstadt Hannover, Kulturamt[1]
- Zwei Zeichnungen Otto Kurbadts befinden sich in der Graphischen Sammlung des Sprengel Museums Hannover.[2]